# Cellule d'intervention Metamkine
La cellule d'intervention Metamkine est un groupe d'artistes français dont les performances associent musique électroacoustique et projection cinématographique. C'est aussi un label discographique et un distributeur, essentiellement de disques de musique électroacoustique et improvisée. Un laboratoire cinématographique artisanal, l'atelier MTK, est également animé par Metamkine.

## La cellule
La cellule d'intervention Metamkine a été créée en 1987. Elle est composée de deux cinéastes, Xavier Quérel et Christophe Auger, ainsi que du musicien Jérôme Noetinger.
Lors d'une performance,, cinéastes et musiciens sont sur scène, devant un écran, et font face au public. Les projecteurs sont également orientés dans la direction de celui-ci et ce sont des miroirs qui renvoient leur image sur l'écran. Sons et images sont travaillés pendant le spectacle,.
La cellule s'est produite dans de nombreux pays européens, en Amérique du Nord, en Australie et au Japon.

## Metamkine: laboratoire argentique
Metamkine est un pionnier dans la constitution des laboratoires argentiques artisanaux en France. Comme l’écrit le critique Alain Alcide Sudre : « À la même époque, apparut un autre groupe à Grenoble, Metamkine, dont le travail est surtout orienté vers la performance. Leur action repose sur un jeu de deux ou trois projecteurs, face à un ensemble de miroirs qui projettent les images par réflexion sur l’écran. En manipulant les projecteurs pour faire varier leur vitesse, en introduisant des cellophanes de couleur et des caches dans le faisceau, ce dispositif permet aux performeurs d’effectuer une forme d’improvisation qui accompagne l’improvisation musicale de Jérôme Nœtinger. Le 102 rue d’Alembert, squat d’où est issu le  groupe Metamkine, fut également l’initiateur du mouvement des laboratoires artisanaux qui se développent dans plusieurs endroits en France, comme actuellement à Paris et au Havre. Pour les cinéastes voulant  faire des performances ou des installations, les laboratoires artisanaux sont un outil essentiel, dans la mesure où ils permettent de diminuer le coût des tirages multiples qu’un tel type de présentation nécessite en provoquant l’usure rapide des copies de films. »,,. 

## Le label

### CollectionCinéma pour l'oreille
- Patrick Ascione - Métamorphose d'un jaune citron
- Michel Chion - Gloria
- Alain De Filippis - Ton dieu ne s'appelle-t-il pas ego ?
- Bertrand Dubedout - Aux lampions
- eRikm - Frame
- Bernard Fort - Fractals
- Bernhard Günter (en) - impossible grey
- Kristoff K.Roll - Des travailleurs de la nuit, à l'amie des objets
- Lionel Marchetti - Mue (la demeure brillante) ; La grand vallée ; Train de nuit (Noord 3 683)
- Philippe Mion - Confidence
- Jim O'Rourke - Rules of reduction
- Ralf Wehowsky - Nameless victims
- Christian Zanési - Grand bruit

## Le distributeur
Metamkine distribuait un grand nombre de labels, parmi lesquels 
- Auscultare (États-Unis)
- Ash international (Angleterre)
- Bimbo Tower records (France)
- Balloon & Needle (Corée)
- Cramps records (Italie)
- Dekorder (Allemagne)
- Den records (Italie)
- Hinterzimmer (Suisse)
- Metaphon (Belgique)
- MusicNow (Angleterre)
- Rectangle (France)
- Zeitkratzer records (Allemagne)

sera repris par corticalart qui s’arrête en 2020.

## Membres du laboratoire Metamkine
- Xavier Quérel
- Christophe Auger
- Gaëlle Rouard